# Charles Wesley junior
Charles Wesley junior (* 11. Dezember 1757 in Bristol; † 23. Mai 1834 in London) war ein englischer Komponist und Organist.

## Leben
Wesley war der Sohn des methodistischen Theologen, Komponistin und Kirchenlieddichters Charles Wesley und Bruder des Organisten und Komponisten Samuel Wesley. Er studierte bei Thomas Kelway und William Boyce und wirkte in London als Lehrer und als Organist an verschiedenen Kirchen, u. a. an der St. George’s Church. Er komponierte u. a. sechs Konzerte für Orgel oder Cembalo, Lieder und mehrere Anthems (u. a. Grand, we beseech thee, Lord remember David).